# Макеева, Анастасия Васильевна
Анастаси́я Васи́льевна Маке́ева (полное имя — Анастасия Васильевна Малькова-Макеева; род. 23 декабря 1981, Краснодар, РСФСР, СССР) — российская актриса театра, кино, мюзиклов, озвучивания и дубляжа, певица, фотомодель и телеведущая. Победительница третьего сезона шоу «Три аккорда» на Первом канале, телеведущая программы «Ваше здоровье» на Пятом канале, член партии «Единая Россия».

## Биография

### Ранние годы и образование
Родилась 23 декабря 1981 года в Краснодаре. Мать, инженер Марина Борисовна, работает в косметической фирме, отец — юрист Василий Васильевич, был руководителем вокально-инструментального ансамбля, работал тамадой.
С пятилетнего возраста пела на свадьбах и занималась в школе юных моделей, выступала в массовке ансамбля отца на сцене, ездила на гастроли в Прибалтику, Белоруссию, Украину, по городам России, училась в музыкальной школе по классу фортепиано, занималась в детской вокальной студии «Гармония» под руководством Елены Павловны Анашевой при местном Доме культуры и творчества, входила в состав квартета, писала песни.
В 15 лет удостоена «Гран-При» международного детского конкурса эстрадной песни «Маленькие звёздочки», приглашена на учёбу в Москву педагогом Владимиром Христофоровичем Хачатуровым. Год проучилась в Краснодарском музыкальном училище им. Н. А. Римского-Корсакова на отделении классического вокала, имеет низкое, драматическое сопрано. 
Помимо вокальных конкурсов участвовала в маленьких театральных постановках и конкурсах красоты, занимая призовые места с 11 лет. 
В 2000 году поступила в Государственное музыкальное училище эстрадно-джазового искусства (ГМУЭДИ) на отделение эстрадное пение (мастерская С. В. Коротеевой), в 2004 году с отличием его окончила.
В 2007 году также с отличием окончила режиссёрский факультет РАТИ—ГИТИС (мастерская Марка Захарова), поступила в 2003 году после замечания об отсутствии образования и опыта на кастинге в «Иствикских ведьмах».
С февраля 2022 обучается на бакалавра в университете «Синергия» по специальности «Социальная психология».

### Карьера
В 1998 году стала победительницей конкурса «Мисс Немком» в Краснодаре (альтернативного конкурсу «Мисс Краснодар»), «Мисс Кубанские звёзды». Работает моделью, снимается для обложек журналов, рекламных роликов. Была лицом канала СТС на региональном телевидении, вела телепередачи. В 1999 году переехала в Москву, работала официанткой, распространителем рекламы у метро.
В 2000 году победила в конкурсе красоты среди студенток «Мисс Академия-Россия» в Москве. «Вице-мисс «МК Европа» и «Вице-мисс Вселенная, Россия» в 2004 году.
В 2002—2003 годы сыграла главные роли в мюзиклах: «Дракула» (Адриана и Сандра) и «Свадьба соек» и музыкальном спектакле «Мистерия оглашенных» в театре Алексея Рыбникова. С 2003 года снимается в фильмах и сериалах, играла в музыкально-цирковом ревю «Свадьба соек» в ансамбле.
Во время учёбы с 2005 по 2006 годы принимала участие в спектаклях «Свадьба Фигаро» («Ленком») и «Подводная лодка в степях Украины» (Театр на Малой Бронной).
В 2005 году снялась в клипе на песню «Если хочешь остаться» группы «Дискотека Авария».
В 2008 году принимала участие в шоу «Первого канала» «Большие гонки» и «Ледниковый период-2», где её партнером являлся Александр Абт, пара покинула проект через месяц.
В 2008—2010 годы играла главную роль Мерседес в российской (единственной на тот момент) постановке мюзикла «Монте Кристо» по мотивам романа А.Дюма в театре «Московская оперетта».
В 2010—2011 годы прошла отбор в мюзикл «Зорро» и делила главную роль Луизы с Валерией Ланской и Наталией Быстровой в театре МДМ.
С 2010 года актриса театра Моссовета, играет в мюзикле «Странная история доктора Джекила и мистера Хайда» Ф.Уайлдхорна роль Эммы Кэрью, с 22 апреля 2016 года роль Люси Харрис. С 2012 года играет Марию Магдалину в рок-опере «Иисус Христос — суперзвезда» Эндрю Ллойда Уэббера и Тима Райса.
Летом 2010 года снялась в откровенной фотосессии для журнала «XXL».
В 2011 году играла в мюзикле «Иствикские ведьмы» (Алекс), стала ведущей телевизионной программы «Реальное время» на канале «Доверие».
С февраля 2012 года принимала участие в спектакле «Франсуа Вийон. Три дня в Париже».
В 2012—2013 годы играла главную роль Донны Шеридан в мюзикле «Mamma Mia!».
В июле 2013 года состоялась премьера песни «Жги, детка!» и в ноябре клипа Евы Анри с участием актрисы.
С осени 2013 по март 2014 года играла главную роль Рокси Харт в мюзикле «Chicago». В 2021 году на передаче «Секрет на миллион» Леры Кудрявцевой призналась в конфликте с Анастасией Стоцкой из-за раздела роли Рокси в мюзикле.
Принимает участие в съемке и фотовыставке «Звезды в стиле Burlesque» 20 апреля 2014 в рамках международного фестиваля «Мисс Бурлекс», в пресс-конференции МЧС и XXIV международного Кинофорума «Золотой Витязь» 11 февраля 2015 года, гость кинофорумов с 2012 года. С 12 по 15 июня 2014 судит Всероссийский музыкальный конкурс молодых исполнителей «Пять звезд» в Ялте и с 17 по 19 мае 2015 года выступает одним из судей театральных направлений на молодежном фестивале «Российская студенческая весна» во Владивостоке. Выступила членом жюри премии «Коммерсантъ» и партнером премии Best Business Awards 2021 24 ноября.
С июня 2014 по апрель 2016 года играет роли маркизы де Мертей и мадам де Турвель в музыкально-драматическом спектакле «Территория страсти» по мотивам романа в письмах Пьера Шодерло де Лакло «Опасные связи».
С июня 2014 года ведёт музыкально-развлекательную программу «Субботний вечер» с Николаем Басковым.
С 13 ноября 2014 года в Санкт-Петербургском театре «Мюзик-холл» исполняет роль Маргариты в мюзикле «Мастер и Маргарита» по мотивам романа М.Булгакова и с 16-17 января 2016 Татьяны Лариной в «Онегине» по мотивам поэмы А.Пушкина.
19 сентября 2015 года открыла академию детского театра и мюзикла Анастасии Макеевой и Глеба Матвейчука «Созвездие», является художественным руководителем.
Принимает участие в антрепризах, с 23 ноября 2015 в спектакле «Размазня» по пьесе Романа Чижа в роли жены, с 20 сентября 2014 в комедии-фарсе «Будьте здоровы, месье!» по пьесе Пьер Шено в роли Вивиан Буасьера и с 2 января 2015 года в роли Бьянки в комедии «Дело в шляпе» по пьесе Эдуардо де Филиппо от театра «Миллениум», с 9 ноября 2019 года в спектакле «Чудаки» по пьесе Максима Горького проекта «Русская классика на сцене» в роли Ольги. Глава Кабардино-Балкарской Республики подарил часы 19 июля 2016 года. В 2019 году исполнила роль Сони в бурлеск-шоу «Мулин муж», гастролируя по городам Израиля.
В 2016 году воплотила образ Мурены в мюзикле «Чудо—Юдо» по мотивам фильма А.Роу «Варвара-краса, длинная коса» и исполнила композицию «Пообещайте мне любовь» в музыкальном спектакле «Жизнь и судьба».
С 9 ноября 2017 года в театре «Русская песня» играет роль Жени в спектакле «Омут любви» по мотивам повести И.Бунина «Яма».
В 2018 году принимает участие в проекте «Москвички» на канале «Домашний». В 2018 году победитель проекта «Три аккорда» и вице-победитель в 2021 году проекта «Точь-в-точь» на «Первом канале».
В 2018 году принимает участие в мюзикле «Лолита» по мотивам повести Кристин Хэнкок «Лолита 1916» в театре ЛДМ и музыкальный спектакль «Ёшкин кот», посвященный Людмиле Гурченко. С 5 ноября 2020 года играет роль О-Юми в спектакле «Алмазная колесница» по мотивам романа Б.Акунина.
С 4 октября 2019 года исполняет роль Панночки в спектакле «Вий» по мотивам повести Н.Гоголя, 1 октября 2021 года дебютирует в роли тёмной богини Такхизис в фэнтези-мюзикле «Последнее испытание».
Осенью 2019 года стала лицом обложки журнала «TRENDSPEOPLE».
С 22 сентября 2020 года играет роль Пилар в мюзикле «Дон Жуан. Нерасказанная история» по мотивам пьесы Л.Жуховицкого. В 2022 году выпустила две песни «О настоящих мужчинах» и «Россия моя». К 2023 году покинула многие проекты. В 2024 году выпустила песни «Русская земля», «Пусть не угаснет память», вместе с супругом Романом песни «На краю этой осени», «Крылья».
В 2020 году ведёт страницы про обустройство собственной дачи и путешествия, занимается рекламой строительных компаний, приобрела недвижимость в Турции. В 2021 году запустила линию косметики «Makeevan» и линию одежды того же бренда. Организатор декабрьского концерта «Soprano Турецкого» в Кремлёвском Дворце. В фильме «Хроники Деда Мороза. Тайна подарков» исполнила собственную песню «Только ты и я» музыкой и текстом. 24 июля 2016 года провела тренинг «Открой себя новую». С 4 по 9 октября 2022 принимала участие в концерте и выступила членом жюри II телевизионного конкурса «Большая сцена».
Увлекается квантовой психологией. Выходит в прямой эфир в интернете в компании опытных специалистов и вместе с ними даёт консультации людям, столкнувшимся с трудностями.

### Личная жизнь
Первый муж — актёр театра и кино Пётр Кислов, 2006 год; брак продлился 7 месяцев. С 2007 по 2008 год встречалась с Алексеем Макаровым. В 2008 году роман с фигуристом Александром Абтом. C 3 августа 2010 года по 8 июля 2016 состояла в браке с актёром, певцом и композитором Глебом Матвейчуком, 30 июля получила благословение на брак у священника Свято-Даниловского монастыря. С ноября 2018 по ноябрь 2019 года в браке с адвокатом Александром Саковичем. Четвёртый муж — российский бизнесмен, владелец проектной компании ЛСТК, Роман Мальков, свадьба состоялась 7 мая в Москве и венчание 29 мая 2021 года в Крыму, в Воскресенской церкви. В браке взяла двойную фамилию Макеева-Малькова. 

## Отзывы критиков
Анастасия Макеева – российская актриса, модель. Прекрасная Мерседес, дворянка Елена, княжна Ольга Орлова – все эти образы, а так же многие другие, созданные Макеевой в театре и кино, остаются глубоко в памяти каждого зрителя. Ее творческий путь актрисы – «американская мечта» по-русски. В шестнадцать лет она поехала покорять Москву из-под теплого крыла своих родителей, которые остались в Краснодаре. Этот город подарил Макеевой умение трудиться, верить в свои силы  и не пасовать перед трудностями.
Мюзикл «Странная история доктора Джекила и мистера Хайда»:
Джекил любит Эмму (А. Макеева), которая является воплощением добра, безмерно любит доктора и верит в его успех, несмотря на неприятие его обществом. А. Макеева очень тонко раскрывает внутренний мир своей героини, безграничную любовь к доктору и непоколебимую веру в силу добра.
Елена Омельченко. Загляни за фасад или «Странная история доктора Джекила и мистера Хайда» // Звёзды мюзикла : интернет-портал. — 2013. — 2 января.
Великолепная Анастасия Макеева, до этого игравшая роль романтичной невесты доктора Джекилла Эммы, предстала в другом главной женском образе — страстной певицы из кабаре Люси Харрис. Персонаж Люси Харрис — сложный, неоднозначный, завораживающий и интригующий. Она одновременно дерзкая и порочная, нежная и ранимая, дивная и чарующая, пытающаяся обрести баланс и гармонию, найти своё место в жизни. С уверенностью можно констатировать, что дебют удался: новая Люси в блистательном исполнении Анастасии Макеевой гармонично и органично влилась в действие, вызвав у зрителей то трогательные слёзы сострадания, то искренний восторг! С самых первых мгновений появления на сцене Люси и до финальных поклонов не было даже мысли, что для актрисы этот образ — новый. Напротив, абсолютное ощущение, что Анастасия в лучах Мельпомены не первый год играет Люси Харрис! Великая сила актёрского таланта, вдохновения, искренности и самоотдачи!
Юлия Бурулёва. Люси Харрис — ещё один филигранно чутко воплощённый образ в творческом багаже Анастасии Макеевой! // Звёзды мюзикла : интернет-портал. — 2016. — 6 мая.
Музыкальная, и в то же время философская составляющие, несомненно, держатся на ариях мистера Хайда и певицы кабаре Люси. Сочетание блестящей актерской игры и вокальных данных Анастасии Макеевой и Валерия Анохина приведут даже самую искушенную публику в восторг.
Анна Некрасова, Анна Каркошкина. Что скрывает «Странная история доктора Джекила и мистера Хайда»? // Dailyculture.ru : интернет-портал. — 2017. — 24 апреля.
Мюзикл «Мастер и Маргарита»:
К сожалению, Настя потеряла форму и она не берет те ноты, которые хотелось бы, чтобы она чисто брала. У нее не та физическая форма. Если бы это был какой-то другой спектакль, то, наверное, она смогла бы остаться, потому что платье с кринолином может закрыть особенности взрослеющей фигуры. Но Маргарита - это такая роль, где актриса практически обнажена, то есть у нее телесное белье и сверху туника прозрачная, ну и видны все погрешности, поэтому если актриса не может делать шпагат, к сожалению роль предусматривает, она больше не легкая и не может летать, если фигура не совершенна и она фальшивит в некоторых нотах, я вынуждена ее убрать. Если Настя сядет на диету, начнет заниматься спортом, возьмет какие-то уроки вокала, мы с удовольствием пригласим ее обратно. Но в настоящий момент знак качества театра "ЛДМ" не позволяет держать эту актрису
Ирина Афанасьева. Видео от Театр «LDM. Новая сцена». MakersLab// Российская социальная сеть "ВКонтакте" — 2024. — 14 февраля
Мюзикл «Демон Онегина»:
Татьяна Анастасии Макеевой прекрасна, изящна, романтична. При взгляде на нее на ум приходят слова «дыша духами и туманами». Ее видишь блистающей в высшем свете. Где она и оказывается во втором действии. По-разному решают актрисы сцену, в которой Татьяна приходи за книгой к Онегину. Героиня Макеевой, влюбленная книжная барышня, книгу роняет специально.
Ольга Соловьева. Под скрип пера. О мюзикле «Онегин» // Чайка : интернет-журнал. — 2016. — 6 июня.
Разочаровала Татьяна в исполнении Макеевой – здесь уже не таинственная блоковская незнакомка из прежнего «Онегина», при взгляде на которую на ум приходят строчки «дыша духами и туманами». Скорее, это дама полусвета, подобная героини «Травиаты», но лишенная тонкости души.
Ольга Соловьева. Контемпорари «Демон Онегина», или руководство «Как испортить хорошую вещь». Из «Заметок на коленке» // Чайка : интернет-журнал. — 2017. — 25 марта.
Мюзикл «Чудо—Юдо»:
 В роли коварной волшебницы Мурены, мечтающей стать королевой Заподводья, - московская актриса Анастасия Макеева.
Светлана Мазурова. «Чудо-Юдо»: кромешная тьма российского мюзикла // Российская газета : интернет-газета. — 2016. — 26 августа (№ 209(7077)).
Криэйторы из «Мейкерс Лаб» так и пишут: авторы музыки — Антон Танонов и Джим Стейнман, а в описании спектакля не забывают напомнить людям про «Бал», связывая свое неоднозначное творение с респектабельным европейским хитом. На это уже обратили внимание поклонники «Бала», обсудили, осудили и даже получили ответ от Анастасии Макеевой, которая в образе злой колдуньи Мурены исполняет в спектакле песню Стейнмана Total Eclipse of The Heart, она же Totale Finsternis/«Кромешная тьма» из «Бала вампиров». Актриса уверяет, что с правами все ок.
Дария Моргендорфер. «Чудо-Юдо»: кромешная тьма российского мюзикла // Мюзиклы.Ru : интернет-журнал. — 2016. — 20 сентября.
Мюзикл «Территория страсти»:
Супруге Глеба Матвейчука, одной из самых опытных в России артисток мюзикла Анастасии Макеевой, досталось в драме сразу два персонажа – маркиза де Мертей и мадам де Турвель. Играет их актриса попеременно. В Уфе она вышла на сцену в образе коварной маркизы. Актриса уверено демонстрировала выверенность каждой фразы и отличную хореографию, раз за разом доказывая, кто является хозяйкой сцены и вечера. На фоне более чем скромных декораций и костюмов других актеров ее наряды смотрелись особенно ярко и вызывающе. Наверно, так и должна выглядеть настоящая победительница, безжалостная и бесстрастная.
Вероника Полянская. Спектакль «Территория страсти» в Уфе: наши играют французскую жизнь // Медиакорсеть : интернет-портал. — 2015. — 9 ноября.
Спектакль «Омут любви»:
Женька (Анастасия Макеева) заражается сифилисом от одного из клиентов – и вот уже вместо игривой и колкой девицы зрители видят совсем другую героиню: в каждой ее фразе, в каждом движении – отчаяние, жестокость, горе и безысходность.
Мария Наумова. «Омут любви»: «обнаженка» человеческих душ // Eclectic : интернет-журнал. — 2017. — 14 ноября.
Спектакль «Ёшкин кот»:
Для яркой роли Анастасия Макеева научилась исполнять песни "в стиле Людмилы Гурченко" и настолько блестяще перевоплотилась в бессмертную "Раису Захаровну", что готова научить петь как Гурченко всех желающих.
Майя Колесникова. Анастасия Макеева спела в стиле Гурченко: видео // Metro : интернет-газета. — 2018. — 22 мая.
Главным персонажем мюзикла «Ёшкин кот» является разлучница из фильма «Любовь и голуби», гениально сыгранная Людмилой Марковной Гурченко. На сцене эту роль исполнила Анастасия Макеева. Она с самого начала спектакля вела свой рассказ, делилась с нами своей пронзительной историей. Анастасии удалось очень точно передать и показать тот образ великой актрисы, что так всеми любим. И особенно интересно, что Людмила Гурченко в фильме «Любовь и голуби» показала разлучницу, отрицательный персонаж, а на сцене ЛДМ Раиса Захаровна показала совершенно новые грани своего характера, и наконец-то обрела женское счастье.
Светлана Дмитренко. Трагикомедия «Ёшкин кот» — от слёз к смеху, от Заподводья в Сингапур // MuseCube : интернет-портал. — 2018. — 12 июня.
Рок-опера «Иисус Христос — суперзвезда»:
Мария Магдалина – Анастасия Макеева – зачаровывает каждым жестом и заставляет поверить, что любой человек действительно может полностью измениться и начать жизнь буквально с нуля.
Анна Пенто. «Иисус Христос Суперзвезда» или ярчайшая из звёзд Моссовета // MuseCube : интернет-портал. — 2017. — 11 ноября.
Мюзикл «Вий»:
Анастасия Макеева в роли панночки демонически прекрасна и страшна одновременно.
Надежда Веселова. Премьера мюзикла «Вий»: веки поднялись // MuseCube : интернет-портал. — 2019. — 9 октября.
Потрясла Анастасия Макеева в роли панночки. На протяжении спектакля она была то мудрой и высокомерной, как Такхизис, то вдруг начинала петь скрипучим старческим голосом в образе ведьмы, то превращалась в извивающуюся бестию в первую ночь в церкви, а когда её подняли к самому потолку, пела, не сбиваясь и без ошибок. Конечно, роль очень выигрышная, но этими преимуществами надо ещё уметь воспользоваться.
Сергей Моторков. Вий. Уроки веры и любви // MuseCube : интернет-портал. — 2019. — 9 октября.
Анастасия Макеева – тут даже к гадалке не ходи, наиболее точное попадание в образ для большинства зрителей: красивая, бессердечная стерва, которая загубила «столько душ». Но вот что поражает, это как обеим актрисам мастерски удается перевоплощаться из старухи с клюкой в прекрасную дивчину. И дело не только в пластике, виртуозно меняется голос, и ты даже не сразу можешь сообразить, что это одна и та же актриса!
Ирина Брайнина. "То в гроб положили, то летать заставили" // Аргументы Недели : интернет-газета. — 2019. — 22 октябрь.
Паночка же (в разных составах ее партию исполняют Теона Дольникова, Анастасия Макеева и Дарья Бурлюкало) изображена по всем канонам: пленительная, коварная искусительница с чарующим голосом, по мановению руки превращающаяся из золотой дочки пана в старуху и в инфернальную покойницу.
Елизавета Маркова. Поет и танцует Вий // Звёзды мюзикла : интернет-портал. — 2019. — 14 декабря.

## Санкции
18 марта 2022 года Макеева выступила в «Лужниках» на митинге-концерте в честь годовщины аннексии Крыма Россией и концерте в поддержку нападения России на Украину. 21 августа 2022 года приняла участие в концерте, посвященному дню флага России, в оккупированном российскими войсками Херсоне.
9 мая 2022 года Латвия запретила Макеевой въезд в страну на неопределенное время в связи с поддержкой вторжения России на Украину. 7 января 2023 года,  как «участница провоенного митинга Владимира Путина», внесена в санкционный список Украины за «роль в российской пропаганде». Ранее Макеева была внесена ФБК в список коррупционеров и разжигателей войны за поддержку российской агрессии против Украины и  действий российских властей.

## Работы

### Фильмография
| Год       |   | Название                            | Роль                                                                   |
| --------- | - | ----------------------------------- | ---------------------------------------------------------------------- |
| 2003      | с | Адвокат                             | Настя                                                                  |
| 2004      | ф | Всадник по имени Смерть             | Елена                                                                  |
| 2004      | с | Охотники за иконами                 | эпизод                                                                 |
| 2005      | с | Персона нон грата                   | Анна Головина                                                          |
| 2006      | ф | Обратный отсчёт                     | Ольга, майор ФСБ, психолог                                             |
| 2007      | ф | Георг. Рассказ жены баритона        | Аста Отс                                                               |
| 2007      | с | Омут                                | Ника Мстиславова, внучка, адвокат из Москвы                            |
| 2007      | с | Сеть                                | Катя                                                                   |
| 2007      | с | Срочно в номер                      | Татьяна Туманова                                                       |
| 2008      | ф | Дом, милый дом                      | Инна                                                                   |
| 2008      | с | И всё-таки я люблю…                 | Катя                                                                   |
| 2008      | с | Одна ночь любви                     | княгиня Ольга Орлова                                                   |
| 2008      | с | Продолжение следует                 | Ксюша Короленко, актриса                                               |
| 2009      | с | Любить и ненавидеть                 | Александра, журналистка                                                |
| 2009      | с | Офицеры-2                           | Зинаида                                                                |
| 2009      | с | Правило лабиринта: Плацента         | Рита                                                                   |
| 2009      | с | Хозяйка тайги                       | Регина Борисовна Реутова                                               |
| 2009      | ф | Частный сыск полковника в отставке  | Тамара Конышева, жена Бориса Конышева                                  |
| 2010      | ф | Допустимые жертвы                   | Алиса                                                                  |
| 2010      | с | Столица греха                       | Лена, одноклассница Фёдора и Бориса                                    |
| 2010      | с | У каждого своя война, подруга Насти | Тамара, подруга Насти                                                  |
| 2010      | с | Черкизона. Одноразовые люди         | Лилька                                                                 |
| 2010      | с | Шериф                               | Анна Варади                                                            |
| 2011      | ф | Возвращение домой                   | Вика                                                                   |
| 2011      | ф | Самый лучший фильм 3-ДЭ             | поёт за Екатерину Кузнецову                                            |
| 2011      | с | Возмездие                           | Жанна, коллега Максима по рекламному агентству                         |
| 2011      | с | Новости                             | Настя Чернова                                                          |
| 2011—2012 | с | Хозяйка моей судьбы                 | Марина Бондарь, младшая сестра                                         |
| 2012      | с | И отцы, и дети                      | Галя, жена Гриши                                                       |
| 2012      | ф | Оборотень в погонах                 | Вероника Зорина, эксперт                                               |
| 2012      | с | Побег-2                             | Элла                                                                   |
| 2013      | с | Мама по контракту                   | Ирина Панфилова, актриса                                               |
| 2013      | с | Цезарь                              | Марина Яшина, следователь, руководитель оперативно-следственной группы |
| 2013      | с | Нюхач                               | Светлана, секретарь генерала Бондарева                                 |
| 2013      | ф | Амулет                              | Марина                                                                 |
| 2014      | ф | Манекенщица                         | Лиля Мирская, манекенщица                                              |
| 2015      | ф | Алмазный крест                      | главная роль                                                           |
| 2015      | с | Дельта. Продолжение                 | Алла, фельдшер                                                         |
| 2015      | с | Истребители. Последний бой          | Лидия Серебрянская, актриса                                            |
| 2017      | ф | Анна Каренина. История Вронского    | княгиня Бетси (Елизавета Фёдоровна) Тверская (Вронская)                |
| 2017      | ф | Новогодний переполох                | Диана                                                                  |
| 2017      | с | Икра                                | Людмила Перлова, следователь прокуратуры                               |
| 2023      | ф | Гардемарины 1787. Мир               | «роковая дама», подручная де Брильи                                    |

### Театр

#### Мюзиклы

##### Musical Stage Production
- 2002 — «Дракула» Рихарда Геса (реж. Йозеф Беднарик) — Адриана / Сандра
- 2003 — 2004 — «Свадьба соек» — Сорока / Ворона

##### Московский театр оперетты
- 2008 — 2010 — «Монте Кристо» (реж. Алина Чевик) — Мерседес

##### Театр Моссовета
- 2010 — «Странная история доктора Джекила и мистера Хайда» (реж. Павел Хомский) — Эмма Кэрью, 2016 — Люси Харрис[75]
- 2012 — рок-опера «Иисус Христос — суперзвезда» (реж. Павел Хомский) — Мария Магдалина
- 2022 — «Сны Пенелопы» (реж. Фамил Джавадов) — Пенелопа

##### Stage Entertainment
- 2010 — 2011 — «Zorro» (реж. Кристофер Реншоу) — Луиза — Московский дворец молодёжи
- 2012 — 2013 — «Mamma Mia!» (реж. Филлида Ллойд, Пол Гаррингтон, Эндрю Уэйл, Анна Шевчук) — Донна Шеридан[76][77] — Московский дворец молодёжи
- 2013 — 2014 — «Chicago» (реж. Уолтер Бобби) — Рокси Харт[78] — Московский дворец молодёжи

##### Театральное агентство «Арт-Вояж XXI»
- 2011 — «Иствикские ведьмы[англ.]» (реж. Януш Юзефович) — Алекс
- 2012 — «Франсуа Вийон. Три дня в Париже» (реж. Игорь Корниенко) — Изабелла[79]

##### Театральное агентство «Премьера»
- 2014 — 2016 — «Территория страсти» (реж. А. Балуев) — маркиза де Мертей / мадам де Турвель[80][81]

##### Продюсерская компания «Makers Lab»
- 2014 — «Мастер и Маргарита» (реж. Софья Стрейзанд) — Маргарита[82] — Мюзик-Холл
- 2016 — «Онегин / Демон Онегина» (режиссёр Софья Стрейзанд) — Татьяна Ларина[83] — Мюзик-Холл
- 2016 — музыкальная сказка «Чудо-Юдо» (реж. Софья Стрейзанд) — Мурена[84] — Мюзик-Холл
- 2018 — музыкальная трагикомедия «Ёшкин Кот» (реж. Андрей Носков) — Раиса Захаровна[85][86] — Санкт-Петербургский театр ЛДМ «Новая сцена»
- 2018 — «Лолита» (реж. Борис Малевский) — фрейлина Анна Вырубова[87] — Санкт-Петербургский театр ЛДМ «Новая сцена»
- 2020 — «Алмазная колесница» (реж. Борис Малевский) — гейша О-Юми[88] — Санкт-Петербургский театр ЛДМ «Новая сцена»

##### RIFgroup / Creative lab STAIRWAY
- 2019 — «Вий» (реж. Николай Покотыло) — Панночка
- 2021 — «Последнее испытание» (реж. Руслан Герасименко) — Такхизис

##### Авторский проектСергея Сорокина
- 2020 — «Дон Жуан. Нерассказанная история» (реж. Артём Каграманян) — Пилар[89][90][91]
- 2022 — Театральный проект «Мюзикл-Меню» (реж. Павел Иванов) — Панночка, Магдалина[92][93]

##### Компания «Sechenov.com»
- 2021 — «Школьная история» (реж. Алексей Сеченов) — учитель-инклюзив[94] — Кремлёвский дворец

##### Московский областной театр драмы и комедии
- 2023 — «Собака на сене» (реж. Екатерина Гранитова-Лавровская) — Диана[95]

#### Другие спектакли
- 2003 — 2004 — спектакль «Мистерия оглашённых» (реж. Алексей Рыбников) — женщина — Театр Алексея Рыбникова
- 2005 — спектакль «Свадьба Фигаро» (практика в Театр «Ленком») (реж. Юрий Махаев, Марк Захаров)
- 2006 — спектакль «Подводная лодка в степях Украины» (реж. Алексей Литвин) — Алла — Театр на Малой Бронной
- 2009 — Арт-проект «Отель двух миров» (реж. Игорь Григурко) — доктор С — ЦТК «Согласие» п/р Анжелы Голубевой
- 2012 — спектакль «Сбитый лётчик» (реж. Игорь Коробейников) — Мишель — Современный театр антрепризы
- 2014 — 2015 — спектакль «Будьте здоровы, месье!» (реж. Нина Чусова) — Вивиан Буасьер, вторая жена Буасьера — Театр «Миллениум»
- 2015 — спектакль «Дело в шляпе» (реж. Леонид Кулагин) — Бьянка — Театр «Миллениум»
- 2015 — 2016 — спектакль «Размазня» (реж. Роман Самгин) — жена — Театральная компания ЮЛАР
- 2016 — музыкальный спектакль «Он и она» — Театральный проект Пермская краевая филармония
- 2016 — музыкальный спектакль «Жизнь и судьба» — Театр «Русская песня»
- 2017 — музыкальный спектакль «Омут любви» (реж. Анна Бабанова) — Женька — Театр «Русская песня»[96]
- 2019 — 2020 — бурлеск-шоу «Мулин муж» (реж. Леонид Шур) — Соня — Театр Minkin & Co[97][98]
- 2019 — 2020 — спектакль «Чудаки» (реж. Олег Куликов) — Ольга — Театр «Русская песня»
- 2023 — спектакль «Собака на сене» (реж. Екатерина Гранитова-Лавровская) — Диана — Театр на Яузе
- 2025 — спектакль «Сирано де Бержерак» (реж. Игорь Касилов) — Роксана — Театр Дениса Матросова

### Телевидение
- С 6 сентября по 11 октября 2008 года принимала участие в шоу «Ледниковый период-2» на «Первом канале» (5 выпусков). Её партнёром был Александр Абт.[99][100].
- 13 марта 2011 года принимает участие в программе «Приглашает Борис Ноткин» на телеканале «ТВ Центр».
- 28 мая 2011 года принимает участие в программе «Кулинарный поединок» на телеканале «НТВ» против шеф-повара Джини Алесио и 19 апреля 2014 года против иллюзиониста Сергея Сафронова (пятый сезон, 28 выпуск).
- 24 августа 2011 года участвует в онлайн-конференции на сайте «Аргументов и фактов».
- 23 июня 2012 года — гостья программы «Смак» на «Первом канале». Ведущий — Иван Ургант.
- 29 сентября 2012 года принимает участие в программе «Приют комедиантов» на телеканале «ТВ Центр».
- 7 октября 2012 года участвует в программе «Пока все дома» на «Первом канале».
- 16 октября 2013 года — участница шоу «Вечерний Ургант» с Ларисой Долиной и 27 мая 2015 года — с Анной Ковальчук (480 выпуск) на «Первом канале». Ведущий — Иван Ургант.
- 17 ноября 2013 года участвует в программе «Свадебный переполох» на «Первом канале» в документальном фильме «Глеб Матвейчук и Анастасия Макеева. История любви».
- 16 февраля 2014 года участвует в программе «Тёмная сторона» на телеканале «НТВ».
- 21 февраля 2014 года участвует в программе «Доктор И» на телеканале «ТВ Центр».
- 9 марта 2014 года выходит документальный фильм «Частные истории» с участием актрисы на канале «Доверие».
- 24 апреля 2014 года участвует в программе «Наедине со всеми» на «Первом канале». Ведущая — Юлия Меньшова.
- 8, 15 и 22 мая 2014 года — гостья программы «Живой звук» на телеканале «Россия-1».
- 17 мая 2014 года принимает участие в программе «Сегодня вечером. Территория страсти» на «Первом канале».
- 8 июня 2014 года участвует в программе «Звёздный холодильник» на канале «Доверие».
- 4 октября 2014 года участвует в передаче «В наше время» на «Первом канале».
- С 5 октября по 23 ноября 2014 года принимает участие в шоу «Большие гонки. Битва континентов» на «Первом канале». Ведущий — Кирилл Набутов.
- 28 декабря 2014 года — гостья в передаче «Поедем, поедим!» на телеканале «НТВ». Ведущий — Джон Уоррен.
- 31 декабря 2014 года участвует в передаче «Анатомия года» на телеканале «НТВ».
- 24 февраля 2015 года — гостья программы «Правда 24» на телеканале «Москва 24». Ведущий — Евгений Додолев.
- 25 марта 2015 года принимает участие в передаче «Анатомия дня» на телеканале «НТВ».
- 26 марта 2015 года — гостья в передаче «Контрольная закупка» на «Первом канале».
- 28 марта 2015 года с Глебом Матвейчуком и 4 января 2019 года со Стасом Пьехой принимала участие в программе «Угадай мелодию» на «Первом канале». Ведущий — Валдис Пельш.
- 30 марта 2015 года — в гостях программы «STARBOX» на радиостанции «Premium».
- 11 апреля 2015 года участвует в программе «Свои люди» на канале «Доверие».
- 19 апреля 2015 года участвует в программе «Домашняя кухня» на телеканале «Домашний» (третий сезон, 55 выпуск).
- 14 октября 2015 года — гостья передачи «Правила движения» на телеканале «Россия-1».
- С 2015 года принимает участие на правах приглашённой гостьи для исполнения дуэтов в сезонах шоу «Точь-в-точь». Партнёрами в разные годы были: Глеб Матвейчук, Наталья Подольская, Интарс Бусулис, Вячеслав Добрынин, Николай Фоменко и Нонна Гришаева.
- 8 апреля 2016 года участвует в программе «Жена. История любви. Анастасия Макеева» на канале «ТВ Центр».
- 31 июля 2016 года — гостья телепередачи «Спортлото» на телеканале «НТВ».
- 25 сентября 2016 года участвует в выпуске шоу «Достояние Республики» на «Первом канале».
- 8 октября 2016 года участвует в программе «Подмосковные вечера» на «Первом канале».
- 27 мая 2017 года — участница программы «Человек-невидимка» на канале «ТВ3» (одиннадцатый сезон, пятый выпуск).
- 31 января 2018 года — гостья телешоу «Пятеро на одного» на телеканале «Россия-1». Её партнёры: Александра Савельева, Ольга Шелест, Андрей Ургант и Евгений Папунаишвили.
- С 11 мая по 20 июля 2018 года — участница и победительница третьего сезона шоу «Три аккорда» (8 выпусков) на «Первом канале». Анастасия исполняла песни: Ирины Аллегровой (первый выпуск), Александра Розенбаума (второй выпуск), группы «Комбинация» (третий выпуск), Григория Лепса (четвёртый выпуск, в дуэте с Александром Маршалом), Любови Успенской (пятый выпуск), Александра Вертинского (шестой выпуск), Ларисы Долиной (седьмой выпуск), Елены Ваенги (восьмой выпуск). Ведущий — Максим Аверин.
- 20 апреля 2019 года участвует в программе «Тайная жизнь домашних животных с Алексеем Лысенковым. Живая жизнь» на «Первом канале».
- 27 октября 2019 года приняла участие в шоу «Сто к одному» на телеканале «НТВ» в выпуске «Поющие актёры» VS «Город 312». Её партнёрами были Иван Ожогин, Любовь Тихомирова, Александр Казьмин и Александр Бобровский. Ведущий — Александр Гуревич.
- С 14 февраля по 25 апреля 2021 года заняла второе место и приняла участие в пятом сезоне шоу «Точь-в-точь» (10 выпусков) на «Первом канале». Анастасией были скопированы: Лолита Милявская (первый выпуск), Светлана Лобода (второй выпуск), Дани Клейн (третий выпуск), Сабрина Салерно (четвёртый выпуск), Ирина Понаровская (пятый выпуск), Майя Кристалинская (шестой выпуск), Людмила Гурченко (седьмой выпуск), Лайза Миннелли (восьмой выпуск), Элла Фицджеральд (девятый выпуск) и Пелагея (десятый выпуск). Ведущий  — Александр Олешко.
- 6 марта 2021 года принимает участие в программе «Кто хочет стать миллионером?» на «Первом канале». Ведущий — Дмитрий Дибров.
- 9 апреля 2021 года принимает участие в программе «Секрет на миллион» на телеканале «НТВ». Ведущая: Лера Кудрявцева.

Также Макеева принимает участие в программах «Доброе утро», «Модный приговор», «День начинается», «Пусть говорят» и «Судьба человека» на «Первом канале», «Прямой эфир» на телеканале «Россия-1», в эфирах «Life news» и программы «Новое утро» на «НТВ» в 2016 году. В 2011 году принимала участие в программе «Наши любимые животные» на телеканале «ТВЦ» и «Добрый вечер, животные» в 2013 году, с 2012 года по 2013 год в конноспортивном проекте «Галопом в Рио-де-Жанейро» готовилась как участница к первым соревнованиям. В 2013 году выходят программы с участием актрисы «Скажи, что не так», «Парк культуры и отдыха», «Кто там?» у Вадима Верника, «Наше время», передачи «Спросите повара» на «Домашнем», «Контрольная закупка» и «Время обедать» на «Первом канале». В 2014 году выступила членом жюри программы «Время обедать» с участием мужа и 6 июня вручала Диме Билану премию «Муз-ТВ. Эволюция» в номинации «Лучший исполнитель». Про дачу Анастасии делает репортаж «Первый канал», выходит программа «Сегодня вечером» с Максимом Галкиным в 2021 году.
В 2017-2018 и 2020 годах — гостья радиопередачи «Русское радио», 21 марта 2016 года — на радио Dance104.7, а 28 октября 2015 года — гостья радиопередачи «Театральная среда братьев Верников», 24 февраля 2017 года подводила итоги голосования и называла победителя в хит-параде BEST.FM с Родионом Газмановым. В 2017-2018 годах становилась участником утреннего шоу «Звёздный завтрак» на радио «Шансон», ведёт программу «Чизкейк в яблоке».

### Ведущая концертов и церемоний
- 2009 — XXII церемония вручения национальной кинематографической премии «Ника»[101] («СТС»).
- 2010 — 2011 — «Классик-шоу» («Классика жанра») (ТВ Центр).
- 2012 — концертная программа «Ты и я» в арт-ресторане «Керосинка».
- 2012, 2016 — Праздничные концерты на Поклонной горе (ТВ Центр).
- 2014 — Торжественный концерт, посвящённый 69-й годовщине победы в Великой Отечественной войне («Россия-1»).
- 2014 — «Россия молодая» (Россия-2).
- 2014 — 2015 — «Славянский базар»[102] («Россия-1»).
- 2014, 2016 — 2018 — Большие праздничные концерты, посвящённые Дню работника атомной промышленности («Россия-1»).
- 2014 — Концерт ко Дню судебного пристава (ТВ Центр).
- 2015 — 2016 — «Новогодний „Голубой огонёк“»[103] («Россия-1»).
- 2015 — Юбилейный концерт Александры Пахмутовой «Праздник любви» («Россия-1»).
- 2015 — 2016 — «О чём поют мужчины» («Россия-1»).
- 2015 — Концерт в День единения народов Беларуси и России (Беларусь 3).
- 12.06.2015 — «„Главная сцена“ на Красной площади» (Москва 24).
- 2015 — Праздничный концерт ко Дню строителя (ТВ Центр).
- 2015 — Большой праздничный концерт в честь 70-летия атомной отрасли («Россия-1»).
- 2015 — Праздничный концерт к 150-летию Службы судебных приставов России (ТВ Центр).
- 2015, 2018 — «Лучшие песни» («Россия-1»).
- 2016 — «Неголубой огонёк» («Россия-1»).
- 2016 — Праздничный концерт ко Дню России («Россия-1»).
- 2016 — Юбилейный вечер Александра Зацепина (Первый канал).
- 2016 — 2020 — Праздничные концерты ко Дню работника сельского хозяйства (Первый канал).
- 2016 — Праздничный концерт ко Дню работника органов безопасности Российской Федерации («Россия-1»).
- 2016 — Концерт, посвящённый 45-летию фильма «Офицеры» (Первый канал).
- 2016 — День города. Концерт, посвященный 869-летию Москвы (Первый канал).
- 2017 — Церемония вручения музыкальной премии «Звуковая дорожка»[104] (Ю).
- 2017 — Гала-концерт у Храма Христа Спасителя «Мировые классические хиты» («Россия-К»).
- 2017 — Концерт ко Дню московской промышленности (ТВ Центр).
- 2017 — Концерт к 25-летию Казначейства России (Первый канал).
- 2017 — «Главный Новогодний концерт» (Первый канал).
- 2017 — 2018 — Праздничный концерт «Взрослые и дети» (Первый канал).
- 2017 — 2019 — Концерт «О чём поют мужчины» (Первый канал).
- 2017, 2019 — Праздничный концерт «Будем жить!», посвящённый 74-й годовщине Великой Победы (Первый канал).
- 2017, 2019, 2021 — Праздничный концерт ко Дню учителя (Первый канал).
- 2017 — Большой праздничный концерт ко Дню государственного флага РФ (Первый канал).
- 2018 — Праздничный концерт ко Дню спасателя (Первый канал).
- 2018 — 2019 — Концерты ко Дню войск национальной гвардии РФ (Первый канал).
- 2018 — Концерт-посвящение Андрею Дементьеву «Виражи времени» (Первый канал).
- 2018 — Праздничный концерт на Красной площади в Москве в честь Дня города (Первый канал).
- 2018 — Большой праздничный концерт, посвящённый 300-летию российской полиции (Первый канал).
- 2018 — Юбилейный концерт Олега Иванова (Первый канал).
- 2019 — «Лев Лещенко. Концерт в день рождения»[105] (Первый канал).
- 2019 — Концерт, посвящённый 100-летию Финансового университета (Первый канал).
- 2019 — Главный новогодний концерт (Первый канал).
- 2019 — Праздничный концерт в День семьи, любви и верности (Первый канал).
- 2019 — Праздничный концерт ко Дню войск национальной гвардии Российской Федерации (Первый канал).
- 2020 — Праздничный концерт «Песни Великой Победы» (Первый канал).
- 2020 — Новогодний маскарад на Первом (Первый канал).
- 2021 — Юбилейный концерт Александра Зацепина (Первый канал).
- 2021 — Концерт-реквием: 80 лет со дня начала Великой Отечественной войны (Первый канал).
- 2021 — Концерт ко Дню защитника Отечества (Первый канал).
- 2021 — Концерт к 50-летию фильма «Офицеры» (Первый канал).
- 2021 — Концерт к 100-летию Арно Бабаджаняна (Первый канал).
- 2021 — Праздничный концерт ко Дню таможенника Российской Федерации (Первый канал).
- 2021 — вручение премии Name Influence Awards 2021 в рамках международной beauty-выставки InterCharm.

## Награды
- Победительница конкурса «Мисс Краснодар-1998» (1998, Краснодар).
- Победительница конкурса «Мисс Академия России-2000» (2000, Москва).
- Вице-мисс конкурса «Мисс МК-Европа» (2004, Испания).
- Вице-мисс «Мисс Вселенная, Россия» (2004, Москва).[106]
- Лауреат I ежегодной премии «Хрустальный лотос» в номинации «Идеал красоты и здорового образа жизни» (17 апреля 2013 года, Москва).
- II место в II этапе соревнований по выездке проекта «Галопом в Рио-де-Жанейро» (25 мая 2013 года, Москва).
- Лауреат VI ежегодной звёздной премии «Пара года» журнала «Moda Tropical» в номинации «Мелодия любви» (12 февраля 2014 года, Москва).
- Лауреат I ежегодной премии «Spring Awards 2014» в номинации «Весенний твикс: девушки тоже умеют дружить» (26 марта, Москва).
- Лауреат IV ежегодной звёздной премии «Прорыв года» журнала «Moda Tropical» в номинации «Меняя роли» (21 октября 2014 года, Москва).
- Лауреат VII ежегодной звёздной премии «Пара года» журнала «Moda Tropical» в номинации «Территория страсти» (26 февраля 2015 года, Москва).
- Удостоверение и медаль «Знамя Победы» (7 мая 2015 года) от Комитета памяти Маршала Советского Союза Г. К. Жукова за участие в фильме «Истребители. Последний бой», вручили 4 октября.
- Лауреат II ежегодной премии «Spring Awards 2015» в номинации «Весенняя овация» (10 июня, Москва).
- Удостоверение и медаль «150 лет основания Институт судебных приставов» (25 ноября 2015 года, №2427к), вручена 28 июля 2016 года за участие в концерте.
- Благодарность (7 декабря 2015 года) от детского музыкального театра «Домисолька» «За участие в юбилейном концерте-встрече «Заведём волшебные часы или 25-й новый год» в Государственном Кремлёвском Дворце».
- Лауреат VIII ежегодной звёздной премии «Пара года» журнала «Moda Tropical» в номинации «Творческая Пара» (18 февраля 2016 года, Москва).
- Лауреат V ежегодной премии «Медиаперсона года — 2019» в номинации «Голоса культурной столицы» (4 июля, Санкт-Петербург).[107]
- Лауреат II ежегодной Всероссийской премии «Persona Awards 2021» в номинации «Лучшая актриса мюзиклов» (29 апреля, Москва).
- Лауреат I ежегодной премии «Teplitsa Fashion 2021» в номинации «Самая модная дачница» (16 мая, Москва).
- Лауреат II ежегодной премии «Family Award — 2021» в номинации «Любовь без границ» (15 июня, Москва).
- Лауреат I ежегодной премии фестиваля «О чём поют актёры» в номинации «За творческий вклад в развитие музыкально-театрального искусства» (14 августа 2021 года, Кисловодск).
- Лауреат V международной премии «Number One Award 2021» в номинации «Актриса мюзиклов номер 1» (7 сентября, Москва).[108]
- Лауреат II ежегодной звёздной премии «Star Awards — 2021» в номинации «Вдохновение» (15 сентября, Москва).
- Лауреат I премии «The Women's Business International Awards 2021» в номинации «За уникальность и многогранный талант» (19 декабря, Москва).
- Лауреат II ежегодной звёздной премии «TOP Men & First Ladies Awards за 2021» в номинации «Тайна очарования» (25 мая, Москва).
- Лауреат Х всероссийской ежегодной премии «Alusso Еvent Аwards — 2022» в номинации «Пара года» (31 мая, Москва).
- Лауреат III ежегодной премии «Family Award — 2022» в номинации «Любовь всё победит» (5 июня, Москва).
- Лауреат I ежегодной звёздной премии «Top Luxury Аwards — 2022» в номинации «Пара года» (13 сентября, Москва).
- Лауреат I ежегодной благотворительной премии «I'm Famous Award 2022» в номинации «Пара года» (1 октября, Москва).
- Лауреат IV светской благотворительной премии «I'm Famous Award 2022» в номинации «Семья года» (11 декабря, Москва).
- Лауреат ХII ежегодной всероссийской премии «Alusso Еvent Аwards 2022» в номинации «Лучшая актриса театра 2022 года» (14 декабря, Москва).
- Лауреат ХI всероссийской ежегодной премии «Alusso Еvent Аwards — 2023» в номинации «Лучший дуэтный хит «Чтобы рядом быть» (11 мая, Москва).
- Лауреат IV ежегодной премии «Family Award — 2023» в номинации «Снова жених и невеста» (7 июня, Москва).
- Лауреат VIII светской благотворительной премии «I'm Famous Award 2023» в номинации «Пара года. За семейные ценности» (17 декабря, Москва).
- Лауреат Всероссийской премии добрых дел «Сможем вместе победить» в спецноминации премии «Вместе с народом – служение во благо» (11 апреля 2024 года).[109]
- Удостоверение и серебряной медалью Министерства юстиции РФ за вклад в развитие уголовно-исполнительной системы России (24 апреля 2024 года).[110]